# Björn Phau
Björn Phau (Darmstadt, 4 de Outubro de 1979) é um tenista profissional alemão, seu melho ranking foi em 2006, ao chegar no no 59° posto da ATP, é considerado um ágil jogador.

## Ligações Externas
- Perfil na ATP